# Aleksandr Bortnikov

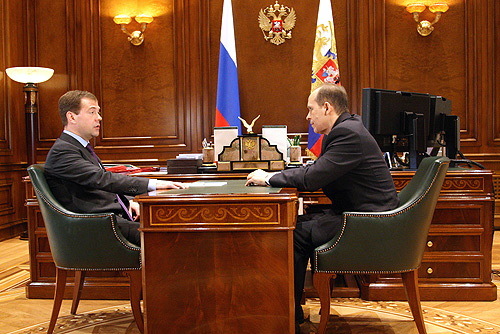
President Dmitrij Medvedev och Aleksandr Bortnikov 2009.

Aleksandr Vasiljevitj Bortnikov (ryska: Александр Васильевич Бортников), född 15 november 1951 i Molotov, Ryska SFSR, Sovjetunionen (nuvarande Perm, Ryssland), är en rysk säkerhetsofficer. Sedan 2008 är han chef för Ryska federationens federala säkerhetstjänst (FSB).

## Biografi
Bortnikov tog 1973 examen som järnvägsingenjör i Leningrad. Han studerade därefter vid den sovjetiska underrättelsetjänsten KGB:s akademi i Moskva, där han tog examen 1975. Därefter tjänstgjorde han inom KGB:s avdelning i Leningrad. Efter Sovjetunionens upplösning 1991 fortsatte Bortnikov att arbeta inom organisationens efterträdare FSB i staden (nu Sankt Petersburg).
I juni 2003 utsågs han till chef för FSB:s avdelning i Sankt Petersburg, och i februari 2004 befordrades han till tjänsten som chef för FSB:s ekonomiska säkerhetsavdelning i Moskva. Därefter utnämndes Bortnikov till FSB-chef i maj 2008.
Efter den ryska annekteringen av Krimhalvön i mars 2014 införde EU sanktioner mot ett antal personer inom och med kopplingar till Rysslands regering, däribland mot Bortnikov i juli 2014. Även USA har infört sanktioner mot Bortnikov: först 2021, då han misstänktes ha varit inblandad i förgiftningen av den ryske oppositionspolitikern Aleksej Navalnyj året innan, och därefter i februari 2022, kort innan Rysslands invasion av Ukraina.

## Utmärkelser

### Ryska utmärkelser
- Alexander Nevskijorden.
- Fäderneslandets förtjänstorden av 1:a, 2:a, 3:e och 4:e klassen.
- Militära förtjänstorden.
- Sankt Georgsorden av 4:e klassen.
- Vänskapsorden.
- Ärans orden.